# Pociągi pod specjalnym nadzorem (film)

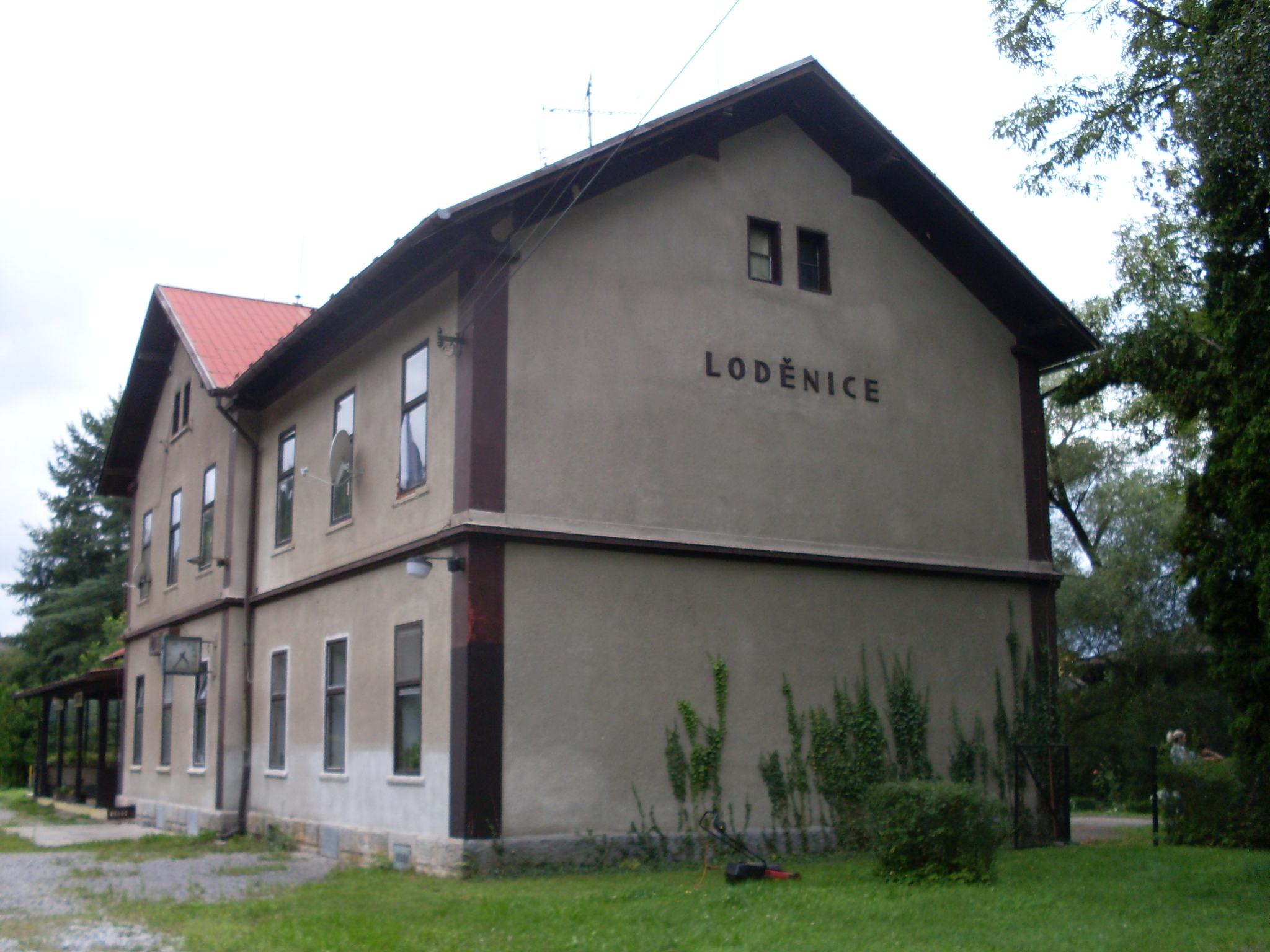
Stacja kolejowa Loděnice, która posłużyła za plan zdjęciowy filmu

Pociągi pod specjalnym nadzorem (cz. Ostře sledované vlaky) – czechosłowacki czarno-biały film fabularny z 1966 roku w reżyserii Jirzego Menzla. Scenariusz powstał na podstawie opowiadania Bohumila Hrabala pod tym samym tytułem.
Film był czechosłowackim kandydatem do Oscara dla najlepszego filmu nieanglojęzycznego za 1967 roku i otrzymał tę nagrodę w 1968 roku. Otrzymał również nagrodę za reżyserię na Mannheim-Heidelberg International Filmfestival w 1966 r. Nominowano go także do Złotego Globu oraz nagród BAFTA.
Zdjęcia do filmu nakręcono na stacji kolejowej Loděnice koło Berouna, na linii nr 173 relacji Praha-Smíchov – Rudná u Prahy – Beroun. Z okazji 50. rocznicy premiery filmu na budynku stacji odsłonięto okolicznościową tablicę.

## Treść
Podczas II wojny światowej, na niewielkiej stacji kolejowej Kostomlaty, swą pierwszą w życiu pracę rozpoczyna młody aspirant Miloš Hrma, pochodzący z kolejarskiej rodziny. Jest to zarazem okres, w którym przeżywa on inicjację seksualną, styka się z życiem dorosłych i z toczącą się wojną. Film ma charakter nastrojowej groteski, w której banalne życie zwykłych ludzi przeplata się z wydarzeniami komicznymi, heroicznymi i tragicznymi.

## Obsada
- Václav Neckář – Miloš Hrma
- Jitka Bendová – konduktorka Máša
- Vladimír Valenta – zawiadowca stacji Maxim
- Libuše Havelková – żona zawiadowcy
- Josef Somr – dyżurny ruchu Hubička
- Alois Vachek – woźny Novák
- Jitka Zelenohorská – telegrafistka Zdenička Svatá
- Milada Ježková – matka Zdenički
- Vlastimil Brodský – radca Zedníček, kolaborant
- Ferdinand Krůta – stryjek Mášy
- Květa Fialová – hrabina
- Naďa Urbánková – partyzantka Viktoria Freie
- Jiří Menzel – doktor Brabec